# Irem (entreprise)
Pour les articles homonymes, voir Irem.
Irem Software Engineering (アイレムソフトウエアエンジニアリング) est une société japonaise de développement et d'édition de jeux vidéo, spécialisée dans la conception et la fabrication de jeux d'arcade. Son siège social se trouve dans l'arrondissement Chiyoda de Tokyo.Irem est probablement mieux connue pour leur fameux shoot 'em up phare, R-Type. Irem a été un développeur populaire au Japon avec des jeux comme Photoboy pour la PC-Engine et In the Hunt pour la Sega Saturn,,.

## Historique et description
Irem a été fondée en 1974 sous le nom d'IPM. La compagnie fut fondée par Kenzo Tsujimoto (le président actuel du conseil d'administration de Capcom). Son but était de fabriquer, de vendre, de louer du matériel de bornes d'arcade. IPM a publié son premier jeu vidéo d'arcade en 1978. En 1979, IPM a changé de nom pour Irem Corporation à la suite d'une lettre d'IBM qui trouvait que l'ancien nom portait trop à confusion. Originellement l'abréviation d' « International Rental Electronics Machines », le sens de l'acronyme Irem a été changé pour « Innovations in Recreational Electronic Media » dans la première moitié des années 1980.
En 1980, Irem Corporation devient sous le contrôle  de Nanao (maintenant appelé Eizo).
Irem sort trois jeux d'arcade durant les années 1980 qui deviendront les titres les plus populaires de la société soit Moon Patrol, Kung-Fu Master et R-Type. Si les jeux d'arcade de l'entreprise durant la décennie sont typiquement développés à l'interne, les titres d'Irem pour la console Famicom sont pour leur part souvent créés par Tamtex, une autre filiale de Nanao. Dans tous les cas, c'est Irem qui assume l'édition de ces jeux.
Irem a complètement cessé le développement de jeux vidéo en 1994. Un groupe d'employés, lassés de l'inactivité de la société, abandonnèrent Irem pour former leur propre entreprise sous le nom de Nazca.
Le 15 avril 1997, Nanao  fonde Irem Software Engineering Inc,. Peu de temps après, en juillet 1997, Irem Software Engineering Inc prend le contrôle du service du département de développement de jeux vidéo de Irem Corporation puis l'absorbe.
Détachée de la division des jeux vidéo, la branche d'Irem Corporation qui était chargée de la fabrication et la location/vente de bornes d'arcade a été vendue par Nanao à une autre société japonaise en 1997 et est, depuis 1998, appelée Apies (アピエス). En avril 1999, Atlus fait l'acquisition de Apies. Mais en 2001, Atlus vend Apies à ses gestionnaires pour 1000 yen dans un contexte de rachat de l'entreprise par les cadres. Apies existe toujours aujourd'hui et est officiellement la compagnie originale fondée en 1974 par Kenzo Tsujimoto.
Irem Software Engineering développe et publie des jeux exclusivement au Japon pour la PlayStation 2, PlayStation 3 et la PSP. Globalement, le département de jeux vidéo est le seul vestige de l'ancienne société Irem Corporation, qui est toujours associée à la marque. À la suite du séisme de 2011 de la côte Pacifique du Tōhoku, Irem annule la majorité de ses projets de jeu vidéo dont, entre autres, la suite de Steambot Chronicles. Plusieurs employés de Irem, dont Kazuma Kujo, quittent pour former la société Granzella afin de continuer de créer des jeux vidéo.
Le siège de la société est situé à Chiyoda. Il s'agit d'une filiale en propriété exclusive d'Eizo Corporation.

## Poissons d'avril
Irem est également connu pour la mise en scène et l'élaboration de poissons d'avril, la création de sites Web qui sont habituellement consacrés à la promotion d'articles d'auto-dérision et de leurs jeux. Une liste de ces sites se trouve ci-dessous et sur le site principal.
- (ja) Poisson d'avril 2000 : R-Type Force Sweets
- (ja) Poisson d'avril 2001 : Dokidoki Suikoden Dating Sim
- (ja) Poisson d'avril 2002 : Zettai Zetsumei Toshi Crowbars
- (ja) Poisson d'avril 2003 : "Real Life" R-9 Unit
- (ja) Poisson d'avril2004 : Irem Burger
- (ja) Poisson d'avril2005 : Next generation console "Exidna"
- (ja) Poisson d'avril 2006
- (ja) Poisson d'avril 2007 : Irem Gakuen
- (ja) Poisson d'avril 2008 : Irem Zoo